# SN 2006dv
SN 2006dv – supernowa typu Ia odkryta 20 lipca 2006 roku w galaktyce UGC 12461. W momencie odkrycia miała maksymalną jasność 17,70m.